# 이중 성단
이중 성단(二重 星團, 영어: Double Cluster, Caldwell 14)은 페르세우스자리에 가까이 있는 두 산개 성단 NGC 869와 NGC 884를 말한다. NGC 869와 NGC 884는 다른 이름으로 h 산개 성단과 {\displaystyle \chi } 산개 성단으로 부르기도 한다. 우주에서 두 성단까지의 실제 거리도 각각 7,600 광년과 6,800 광년으로 그리 멀지 않다.
이중성단을 이루는 성단은 모두 산개 성단으로, 나이는 각각 NGC 869는 560만 년, NGC 884는 320만 년으로 스카이 카탈로그 2000에 올라와 있다. 이에 반해 같은 산개 성단인 플레이아데스 성단의 나이는 7,500만 년에서 1억 5,000만 년이다.
이중 성단은 청색 이동을 하는데, NGC 869는 40 km, NGC 884는 약 38 km의 속도로 가까워지고 있다. 이중 성단의 거의 모든 별들의 분광형은 B0이다.